# Metzler Orgelbau

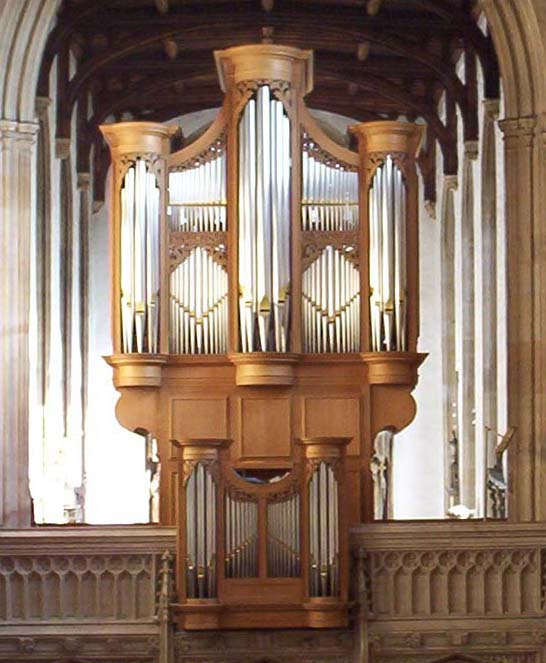
Metzler-orgel uit 1986 in de University Church of St Mary the Virgin in Oxford

Metzler Orgelbau AG is een bedrijf van orgelbouwers, gevestigd in Dietikon, nabij Zürich in Zwitserland.
Het familiebedrijf is opgericht in 1890 door Jakob Metzler. Eigenaars zijn nu zijn kleinzoon Hansueli Metzler en diens zonen Andreas en Mathias, die de dagelijkse leiding hebben. Metzler, een vooraanstaand bouwer van de Europese klassieke orgelrevival, heeft vele instrumenten gebouwd door heel Europa, bijvoorbeeld in de volgende kerken:
- Onze-Lieve-Vrouwekathedraal van Antwerpen (in het transept)
- Jesuitenkirche St. Franz Xaver in Luzern, Zwitserland (1982)
- Stadtkirche St. Nikolaus in Bremgarten in Zwitserland
- St. Peter en St. Paul Kerk in Villmergen in Zwitserland
- Kapel aan de hoofdbinnenplaats van Trinity College (Cambridge) (1975)
- University Church of St Mary the Virgin in Oxford (1986).
- Grote Kerk in Den Haag (1971)
- Grote of Jacobijnerkerk in Leeuwarden (kistorgel, 2010)
- Sint Maartenskerk in Heenvliet[1]

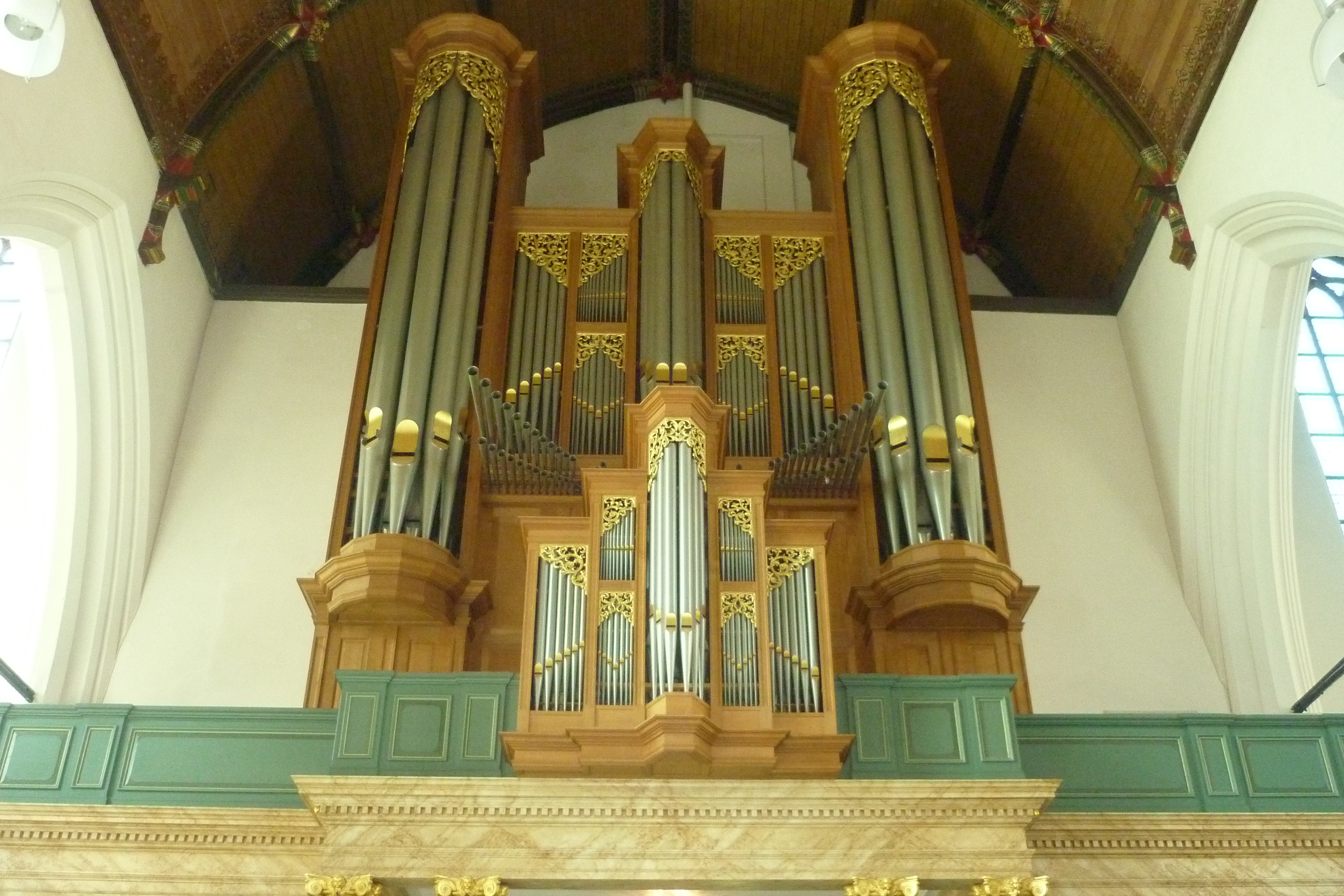
Orgel in de Grote Kerk in Den Haag, 1971
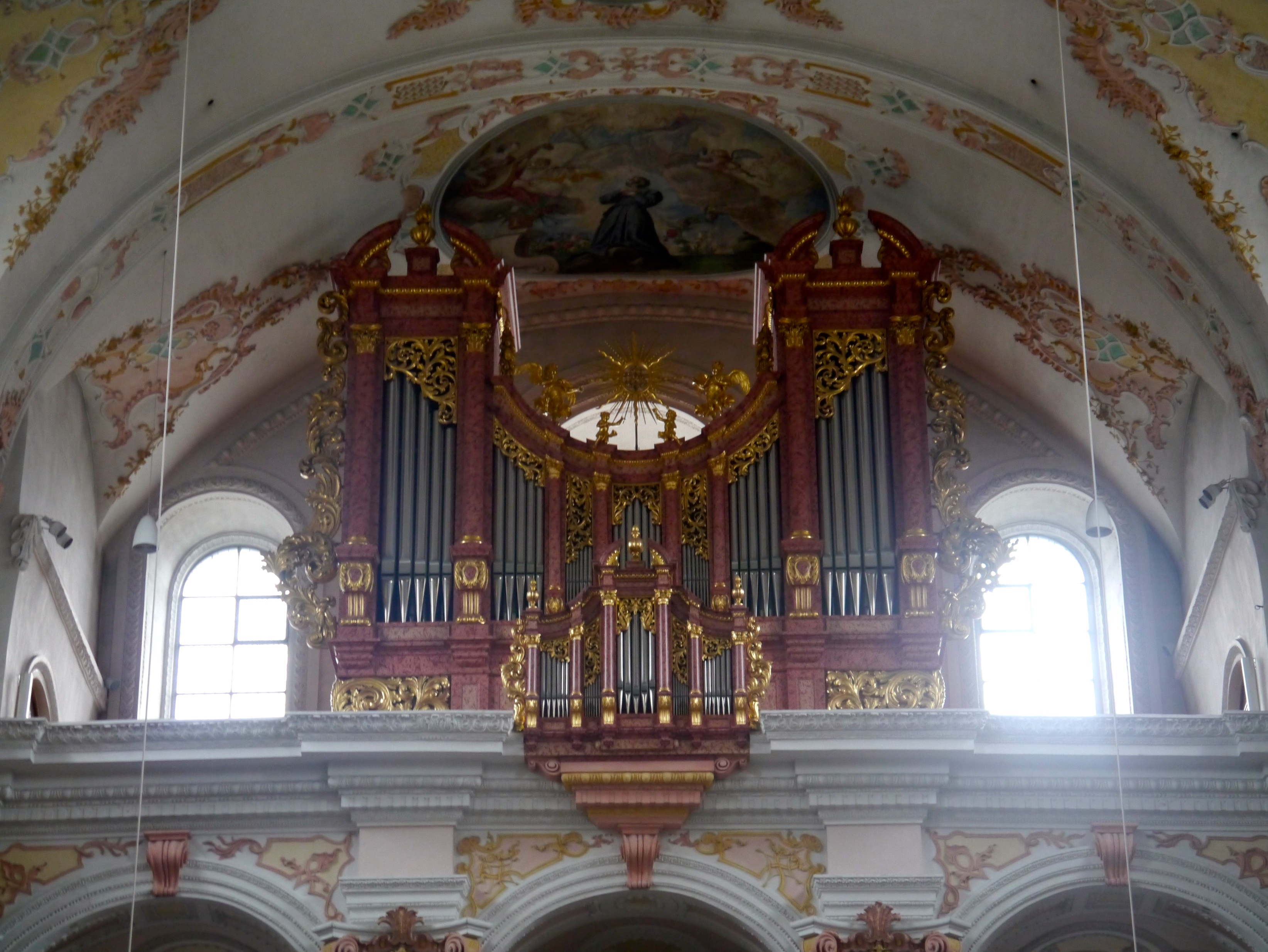
Orgel in Jesuitenkirche te Luzern, 1982